# Frank Latimore
Pour les articles homonymes, voir Latimore.
Frank Latimore, né à Darien (Connecticut) le 28 septembre 1925 et mort à Northwood, au Denville Hall, dans le borough londonien de Hillingdon, le 29 novembre 1998, est un acteur américain connu pour son rôle du Dr Ed Coleridge dans le feuilleton télévisé Ryan's Hope.

## Filmographie partielle

### Au cinéma
- 1946 : Trois Jeunes Filles en bleu (Three Little Girls in Blue) de H. Bruce Humberstone : Steve Harrington
- 1947 : 13, rue Madeleine (13 Rue Madeleine) de Henry Hathaway : Jeff Lassiter
- 1949 : Cagliostro (Black Magic) de Gregory Ratoff : Gilbert
- 1951 : Il caimano del Piave de Giorgio Bianchi : Franco
- 1953 : Napoletani a Milano, d'Eduardo De Filippo : Enrico
- 1952 : Sur le pont des soupirs (Sul ponte dei sospiri) d'Antonio Leonviola : Capitaine Vessel
- 1954 : Vêtir ceux qui sont nus (Vestire gli ignudi) de Marcello Pagliero
- 1956 : La Revanche du prince noir (Lo spadaccino misterioso) de Sergio Grieco
- 1959 : Les Scélérats, de Robert Hossein : Ted
- 1960 : Plein Soleil de René Clément : O'Brien
- 1962 : Zorro le vengeur (La venganza del Zorro) de Joaquín Luis Romero Marchent : Don José de la Torre - El Zorro
- 1962 : L'Ombre de Zorro (L'Ombra di Zorro) de Joaquín Luis Romero Marchent : Don José de la Torre - El Zorro
- 1964 : La Furie des Apaches (El Hombre de la diligencia) de José Maria Elorietta : Steve Loman
- 1970 : Patton de Franklin J. Schaffner : Lieutenant-colonel Henry Davenport
- 1976 : Les Hommes du président (All the President's Men) de Alan J. Pakula : le juge